# Ytterstholm
Ytterstholm är en ö i Finland. Den ligger i Skärgårdshavet i kommundelen Nagu i Pargas stad i den ekonomiska regionen  Åboland i landskapet Egentliga Finland, i den sydvästra delen av landet. Ön ligger omkring 3 kilometer väster om Kirjais, 8 kilometer söder om Nagu kyrka, 42 kilometer sydväst om Åbo och omkring 170 kilometer väster om Helsingfors. Förbindelsebåten M/S Cheri trafikerar Ytterstholm.
Öns area är 89,7 hektar och dess största längd är 1,4 kilometer i sydöst-nordvästlig riktning. Ön höjer sig omkring 30 meter över havsytan.
På Ytterstholm förekommer främst skog, några ängar och flera fritidshus.